# Carphodactylidae
Los carfodactílidos (Carphodactylidae, del griego clasico κάρφω (kárphō), "seco", y δάκτυλος (dáktulos), "dedo") son una familia de gecos. Son endémicos de Australia.

## Clasificación
Se reconocen 30 especies incluidas en los siguientes siete géneros:
- Género Carphodactylus Günther, 1897.
- Género Nephrurus Günther, 1843.
- Género Orraya Couper, Schneider, Hoskin & Covacevich, 2000.
- Género Phyllurus Goldfuss, 1820.
- Género Saltuarius Couper, Covacevich & Moritz, 1993.
- Género Underwoodisaurus Wermuth, 1965.
- Género Uvidicolus Oliver & Bauer, 2011.